# 小行星3712
小行星3712（英語：3712 Kraft）是一颗围绕太阳公转的小行星。1984年12月22日，E. A. Harlan、A. R. Klemola在汉密尔顿山发现了此天体。
这颗小行星的绝对星等为200.67360等。